# Anthurium chamulense
Anthurium chamulense är en kallaväxtart som beskrevs av Eizi Matuda. Anthurium chamulense ingår i släktet Anthurium och familjen kallaväxter.

## Underarter
Arten delas in i följande underarter:
- A. c. chamulense
- A. c. oaxacanum